# 罗克兰 (缅因州)
羅克蘭（英語：Rockland），是美國緬因州諾克斯縣的一座城市，也是該縣的縣治。位於佩諾布斯科特灣畔。根據美國2000年人口普查，人口為16,822人。
1848年7月28日設鎮。1854年建市。